# Heterocentron occidentale
Heterocentron occidentale là một loài thực vật có hoa trong họ Mua. Loài này được Rose mô tả khoa học đầu tiên năm 1905.